# Stasio
Stanisław „Stasio” Majda (ur. 8 maja 1978) – polski muzyk, wokalista, raper, autor tekstów i satyryk. Pochodzi z Zabrza. Zajmuje się też filmem.
Współpracował z Kazikiem i El Dupą. W 2004 roku wystąpił w programie Kuba Wojewódzki.
Pochodząca z jego debiutanckiego albumu Rozbujnik, piosenka pod tytułem „Czarnuchu zapodawaj” wywołała falę kontrowersji. Brak pozwolenia na wykorzystanie obszernych fragmentów „What a Wonderful World” Louisa Armstronga doprowadził do wycofania płyty z rynku przez wydawcę, firmę Luna Music. Utwory zostały udostępnione przez Stasio w serwisie mp3.wp.pl.

## Dyskografia
| Tytuł        | Dane dot. albumu                                |
| ------------ | ----------------------------------------------- |
| Rozbujnik    | - Data: 26 maja 2001 - Wydawca: Luna Music      |
| Nie pożyczaj | - Data: 30 czerwca 2003 - Wydawca: S.P. Records |

## Teledyski
| Tytuł                              | Rok  | Reżyseria       |
| ---------------------------------- | ---- | --------------- |
| Joł Madafaka (3227173=383 Remiks)" | 2001 | Jerzy Jernas    |
| Casino Reno                        | 2001 | —               |
| Jest wporzo                        | 2001 | —               |
| Żona mnie bije                     | 2001 | —               |
| A cz. 4                            | 2003 | —               |
| Nie przenośta                      | 2003 | —               |
| RP3                                | 2004 | Stanisław Majda |

## Filmy
- Życie Johna Poolmana w 4 minuty i 23 sekundy[7]